# Palasaträd
Palasaträd eller Dhakträd (Butea monosperma) är en ärtväxtart som först beskrevs av Jean-Baptiste de Lamarck, och fick sitt nu gällande namn av Paul Hermann Wilhelm Taubert. Butea monosperma ingår i släktet Butea och familjen ärtväxter. Inga underarter finns listade i Catalogue of Life.
Palasaträdet avsöndrar vid sitt i stammen en röd saft, som vid intorkning lämnar ett gummi som använts såväl medicinskt som tekniskt. Från rötterna har ett gult och från de eldröda blommorna ett rött färgämne hämtats. Trädet är även en viktig näringsvärd för en sköldlusart vars avsöndringar används för att bereda gummilacka.

## Bildgalleri

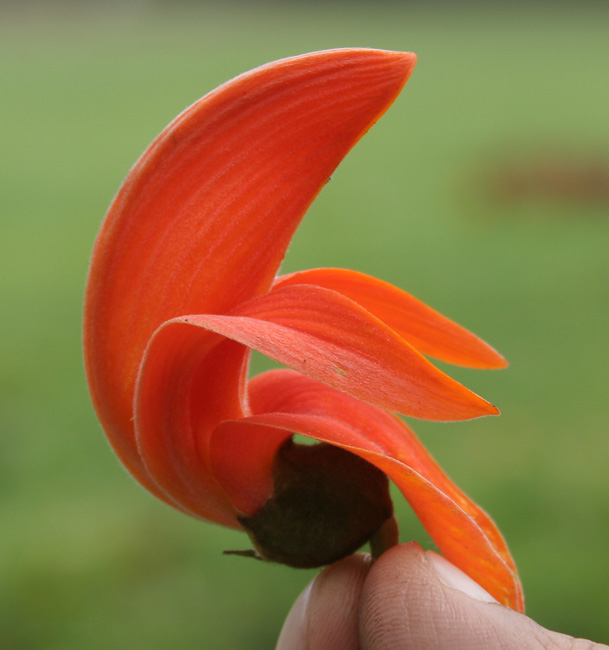
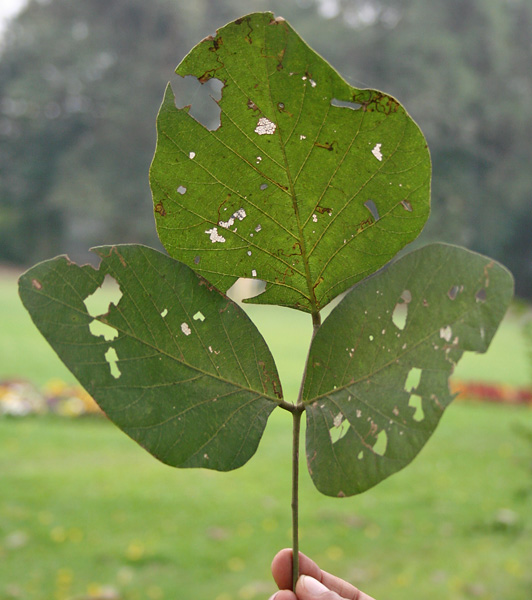
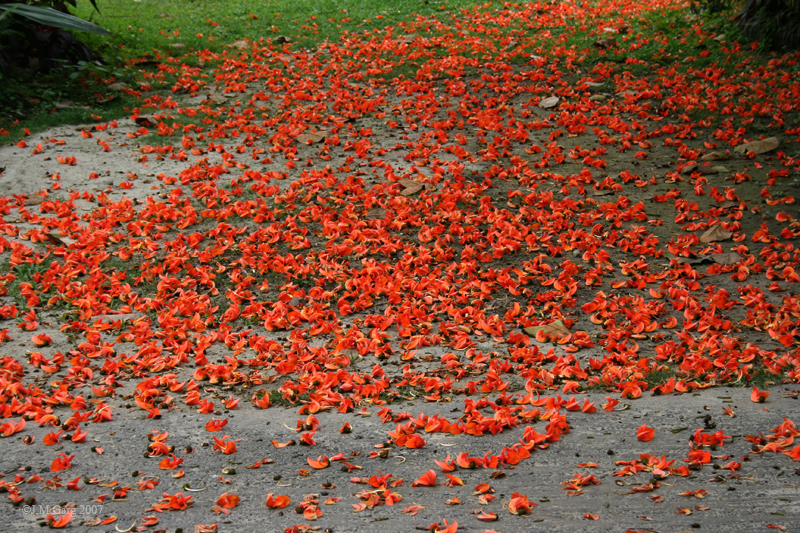
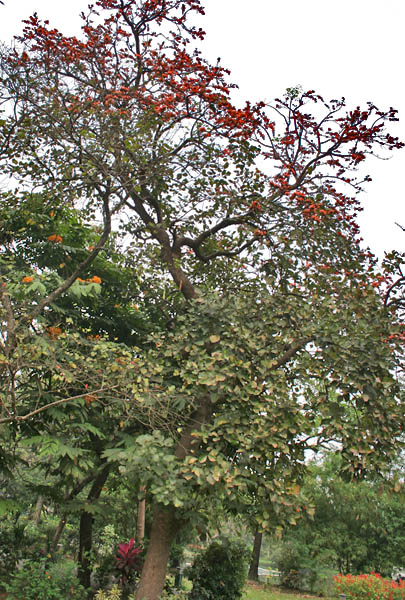
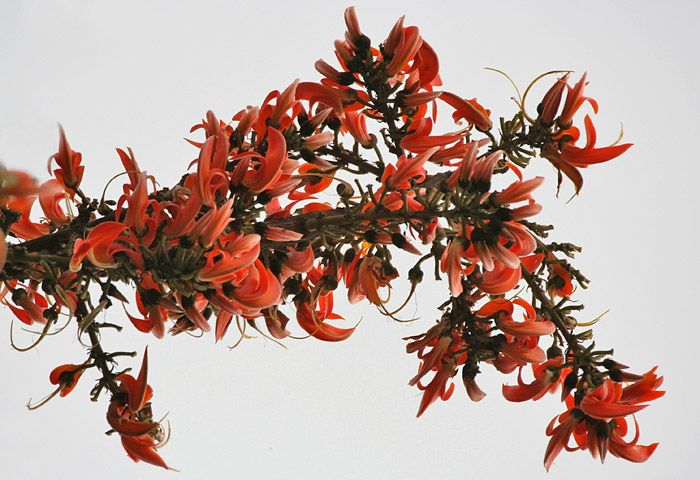
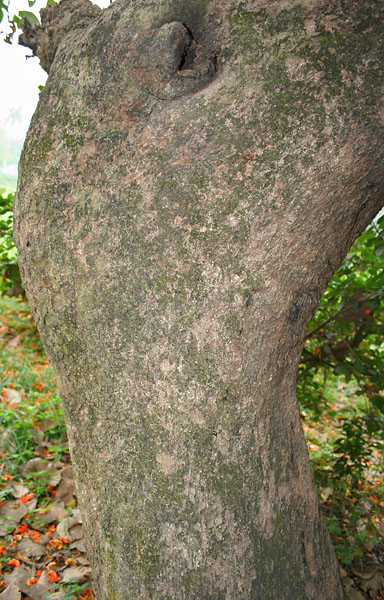